# Ulmus lanceifolia
Ulmus lanceifolia là một loài thực vật có hoa trong họ Ulmaceae. Loài này được Roxb. ex Wall. miêu tả khoa học đầu tiên năm 1831.